# Форматирование диска

Скриншот программы Victoria для работы с жесткими дисками, запущенной из оболочки Admin PE

Формати́рование ди́ска — программный процесс разметки области хранения данных электронных носителей информации, расположенной на магнитной поверхности (жёсткие диски, дискеты), оптических носителях (CD/DVD/Blu-ray-диски), также твердотельных накопителей. 
Существуют различные способы этого процесса.
Само форматирование заключается в создании (формировании) структуры доступа к данным в пределах выделенной области хранилища данных. При этом возможность прямого доступа к находящейся (находившейся до форматирования) на носителе информации теряется, часть её безвозвратно уничтожается. Некоторые программные утилиты дают возможность восстановить некоторую часть (обычно — большую) информации с отформатированных носителей. 
В процессе форматирования также может проверяться и исправляться целостность носителя.

## Процесс форматирования
Форматирование жёсткого диска включает в себя три этапа:
1. Низкоуровневое форматирование. Это базовая разметка области хранения данных, которая выполняется на заводе-изготовителе в качестве одной из заключительных операций изготовления устройства хранения данных. При этом процессе в области хранения данных создаются физические структуры: треки — tracks.

## Низкоуровневое форматирование
Низкоуровневое форматирование (англ. Low level format) — операция, в процессе которой на магнитную поверхность жёсткого диска наносятся так называемые сервометки — служебная информация, которая используется для позиционирования головок диска. Выполняется в процессе изготовления жёсткого диска, на специальном оборудовании, называемом серворайтером.
Низкоуровневое форматирование — это процесс нанесения информации о позиции треков и секторов, а также запись служебной информации для сервосистемы. Этот процесс иногда называется «настоящим» форматированием, потому что он создает физический формат, который определяет дальнейшее расположение данных. Когда в первый раз запускается процесс низкоуровневого форматирования винчестера, пластины жесткого диска пусты, то есть не содержат абсолютно никакой информации о секторах, треках и так далее. Это последний момент, когда у жесткого диска абсолютно пустые пластины. Информация, записанная во время этого процесса, больше никогда не будет переписана.
Старые жёсткие диски имели одинаковое количество секторов на трек и не имели встроенных контроллеров, так что низкоуровневым форматированием занимался внешний контроллер жёсткого диска, и единственной нужной ему информацией было количество треков и количество секторов на трек. Используя эту информацию, внешний контроллер мог отформатировать жёсткий диск. Современные жёсткие диски имеют сложную внутреннюю структуру, включающую в себя изменение количества секторов на трек при движении от внешних треков к внутренним, а также встроенную сервоинформацию для контроля за приводом головок. Также современные накопители используют технологию «невидимых» плохих секторов, могут автоматически помечать повреждённые секторы как нерабочие, исключая последующую возможность запись в них информации. Вследствие такой сложной структуры данных все современные жёсткие диски проходят низкоуровневое форматирование только один раз — на заводе-изготовителе. Нет никакого способа в домашних условиях произвести настоящее низкоуровневое форматирование любого современного жёсткого диска, будь это IDE/ATA, SATA или SCSI винчестер. Причём это невозможно сделать даже в условиях сервисного центра.
Старые жёсткие диски нуждались в неоднократном низкоуровневом форматировании на протяжении всей своей жизни в связи с эффектами температурного расширения, связанного с применением шаговых двигателей в приводе головок, у которых перемещение головок было разбито на сетку с фиксированным шагом. С течением времени у таких накопителей смещалось физическое расположение секторов и треков, что не позволяло правильно считывать информацию: головка выходила на нужную, по мнению контроллера, позицию, в то время как позиция заданного трека уже сместилась, что приводило к появлению сбойных секторов. Эта проблема решалась переформатированием накопителя на низком уровне, перезаписывая треки и секторы по новой сетке шагов привода головок. 

В современных накопителях, использующих в приводе головок катушку индуктивности в магнитном поле, проблема температурного расширения ушла на второй план, вынуждая производить лишь температурную перекалибровку рабочих параметров привода головок.
Результатом выполнения «низкоуровневого» форматирования из BIOS может быть:
- отсутствие результата, то есть полное игнорирование винчестером этой процедуры. Позиционирование будет отработано, но никаких действий на дисках произведено не будет;
- запись нулей во все секторы, то есть простое стирание информации пользователя;
- возникновение проблем с жёсткими дисками старых серий, не обеспечивающих надёжную защиту от пользователя. Некоторые старые жёсткие диски ёмкостью 40-80 Гб могут на команду 50h отвечать ошибкой, что может привести к маркировке всех секторов как «bad» или наоборот, записать нулями часть служебных треков, что приведёт к неработоспособности накопителя.

Информацию после проведения реального низкоуровневого форматирования восстановить нельзя никаким образом.

## Высокоуровневое форматирование
Высокоуровневое полное форматирование — процесс, который заключается в создании пустой файловой системы, результатом которого является возможность использовать выделенную область хранилища данных в операционной системе для хранения программ и данных. В процессе форматирования также проверяется целостность поверхности носителя для исправления (блокировки) дефектных секторов. Известен также способ без проверки носителя, который называется «быстрым форматированием».
В случае использования, к примеру, операционной системы DOS команда format выполняет эту работу, записывая в качестве такой структуры главную загрузочную запись и таблицу размещения файлов. 
Высокоуровневое форматирование выполняется после процесса разбивки диска на разделы (логические диски), даже если будет использоваться только один раздел, занимающий весь объём накопителя. В современных операционных системах процессы разбиения винчестера на разделы и форматирования могут выполняться как в процессе установки операционной системы, так и на уже установленной системе средствами самой системы или утилитами сторонних производителей, с использованием графического интуитивно понятного интерфейса.